# Beckett Ridge
Beckett Ridge é um lugar designado pelo censo localizado no condado de Butler no estado estadounidense de Ohio. No Censo de 2010 tinha uma população de 9.187 habitantes e uma densidade populacional de 738,68 pessoas por km².

## Geografia
Beckett Ridge encontra-se localizado nas coordenadas 39° 20′ 41″ N, 84° 26′ 17″ O. Segundo a Departamento do Censo dos Estados Unidos, Beckett Ridge tem uma superfície total de 12.44 km², da qual 12.44 km² correspondem a terra firme e (0%) 0 km² é água.

## Demografia
Segundo o censo de 2010, tinha 9.187 habitantes residindo em Beckett Ridge. A densidade populacional era de 738,68 hab./km². Dos 9.187 habitantes, Beckett Ridge estava composto pelo 81.88% brancos, o 8.73% eram afroamericanos, o 0.17% eram amerindios, o 6.63% eram asiáticos, o 0.08% eram insulares do Pacífico, o 0.77% eram de outras raças e o 1.74% pertenciam a duas ou mais raças. Do total da população o 2.98% eram hispanos ou latinos de qualquer raça.

## Localidades na vizinhança
O diagrama seguinte representa as localidades num raio de 12 km ao redor de Beckett Ridge. 